# Allan M. Cormack
Allan MacLeod Cormack (Johannesburg, 23. veljače 1924. – Winchester, 7. svibnja 1998.), američki fizičar.
Godine 1979. dobio je Nobelovu nagradu za fiziologiju ili medicinu (zajedno s Godfrey N. Hounsfieldom) za svoj rad na kompjuteriziranoj tomgorafiji (CT). 
Cormack je rođen u Južnoafričkoj Republici, a diplomirao je fiziku na sveučilištu u Cape Townu 1944. godine. Nakon školovanja u Južnoafričkoj Republici i Velikoj Britaniji (Sveučilište Cambridge 1947. – 49.), Cormack se 1957. godine seli u SAD, zajendo sa suprugom. Američko državljanstvo dobiva 1966.g. 
Iako se je uglavnom bavio fizikom elementarnih čestica, njegovo proučavanje tehnologije x-zraka dovelo ga je do teoretskih temelja CT skeniranja. Njegova dva rada iz tog područja, koja je objavio 1963. i 1964. prošla su nezapažena sve do 1972.g. kada su Hounsfield i njegovi suradnici izradili prvi CT uređaj. Time su Cormackovi teoretski izračuni dobili primjenu.  

## Vanjske poveznice
- Nobelova nagrada - životopis  Arhivirana inačica izvorne stranice od 14. kolovoza 2006. (Wayback Machine) (engl.)